# Żurawlewka (obwód rostowski)
Żurawlewka (ros. Журавлевка) – wieś w Rosji, w obwodzie rostowskim, w rejonie celińskim. W 2010 liczyła 836 mieszkańców.